# Thuốc Bắc

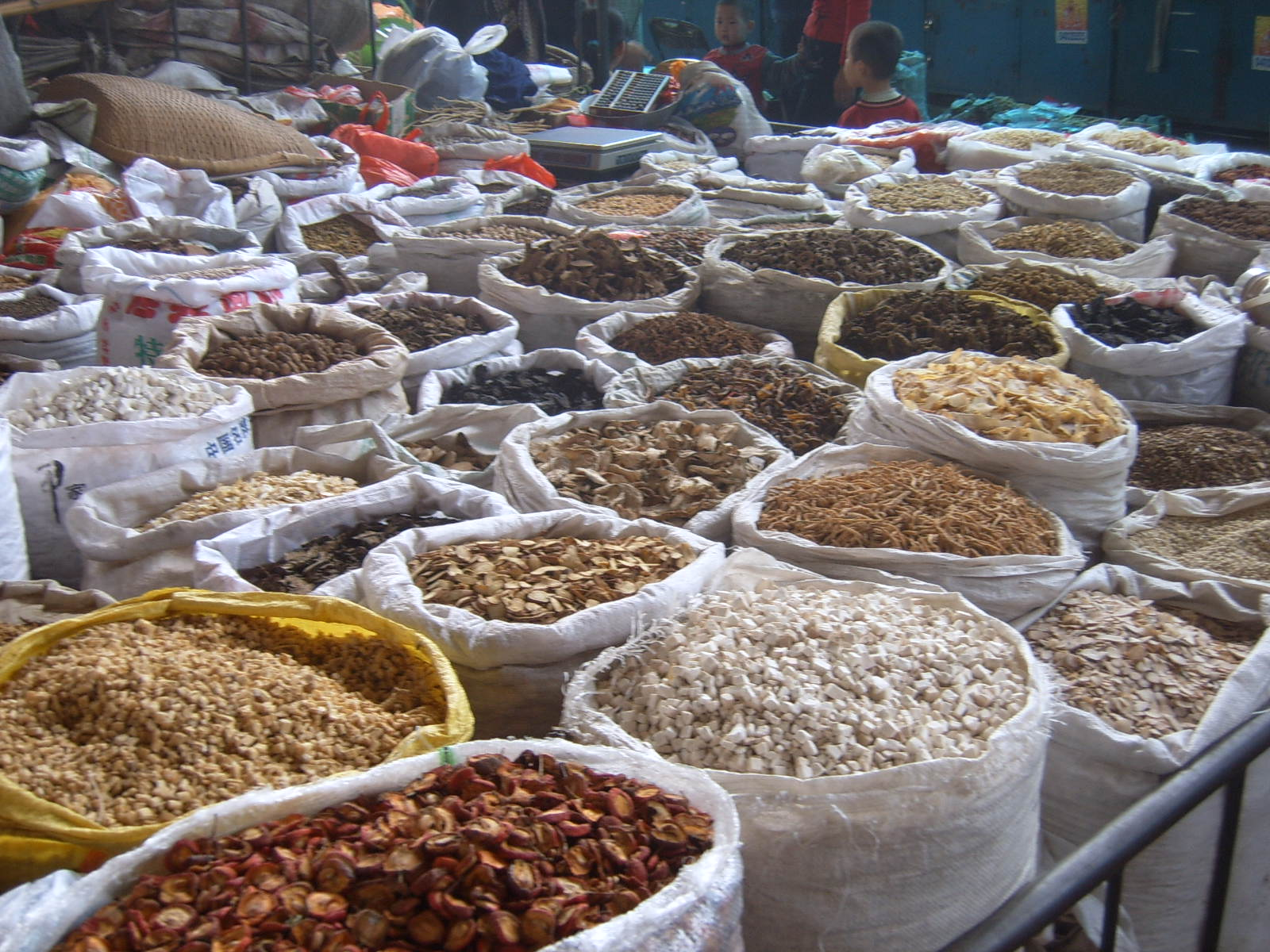
Thuốc Bắc bày bán ngoài chợ ở Tây An

Thuốc Bắc là cách gọi ở Việt Nam đối với các loại thuốc được sử dụng trong Đông y của Trung Quốc. Gọi là thuốc Bắc để phân biệt với thuốc Nam là thuốc theo Y học Cổ truyền Việt Nam. Ở Trung Quốc gọi thuốc này là Trung dược (中药 - zhōngyào), Hán dược (汉药, 漢藥), v.v... Thuốc Bắc được sử dụng rộng rãi ở các nước có ảnh hưởng bởi văn hóa Trung Hoa và trong cộng đồng người Hoa.

## Phân loại
- Phân theo tính, thuốc Bắc chia làm 5 tính căn bản: tính hàn (lạnh), lương (mát), nhiệt (nóng), ôn (ấm), bình (trung bình so với 4 tính kia).
- Phân theo vị, thuốc Bắc chia làm 5 vị: ngọt, cay, đắng, chua, mặn.
- Phân theo nguyên liệu có ba loại: thực vật, động vật, khác. Người làm thuốc Bắc có thể khai thác các phần khác nhau của một loài thực vật như: rễ, củ, thân, vỏ (vỏ rễ, vỏ thân, vỏ quả, vỏ củ...), lá, hoa, quả, hạt), các bộ phận cơ thể động vật như: xương, da, thịt, mỡ, nội tạng, (thậm chí cả sừng, vây, móng, lông... của chúng), một số loại khoáng chất và tinh thể như hoàng thổ, thạch tín, băng phiến,... làm thuốc Bắc.

## Bào chế
Các loại thuốc Bắc có nguồn gốc thực vật nói chung hay được phơi khô, tẩm sấy. Tuy nhiên cũng có vị thuốc Bắc được giữ tươi như nhân sâm chẳng hạn. Các loại có nguồn gốc động vật có thể được đem sấy khô (như vây cá mập), ngâm rượu (như tắc kè, cá ngựa, các bộ phận sinh dục của con đực), nấu thành cao (cao hổ cốt, cao khỉ, v.v...).

## Kê thuốc
Để có một đơn thuốc Bắc, các thầy thuốc thường áp dụng phương pháp chẩn đoán truyền thống của y học cổ truyền Trung Quốc là bắt mạch, xem sắc thái). Một khi đã xác định được bệnh, thầy thuốc thường kê nhiều loại thuốc Bắc phối hợp với nhau theo một phương thức và tỷ lệ nhất định vào trong một đơn vị gọi là thang thuốc. Hiếm khi dùng chỉ riêng một loại thuốc Bắc. Nếu có, thường dùng để giải thuốc, cấp cứu hay dùng ngoài gọi là toa độc vị. Y học cổ truyền Trung Quốc dựa vào thuyết âm dương ngũ hành để phối hợp các vị thuốc Bắc.

## Sử dụng thuốc
Người bệnh thường được đề nghị dùng nhiều thang, nhiều phương thang cho một đợt điều trị. Nhìn chung, điều trị bằng thuốc Bắc thường mất thời gian hơn so với điều trị bằng y học hiện đại đối với cùng một loại bệnh.
Thuốc Bắc được dùng qua đường miệng là chủ yếu. Thuốc đem luộc, hãm, ninh trong nước (sắc thuốc) theo tỷ lệ do thầy thuốc đề nghị, chẳng hạn như một thang thuốc với bao nhiêu bát nước và đun trong khoảng thời gian bao lâu để còn bao nhiêu bát thuốc nước. Đối với người bệnh không có điều kiện sắc thuốc, thầy thuốc có thể cho dùng thuốc đã bào chế thành viên. Đối với thuốc Bắc ngâm rượu bao gồm cả bộ phận động vật ngâm rượu hay cao đem ngâm rượu, thầy thuốc cũng hướng dẫn cách sử dụng chặt chẽ về thời gian, thời điểm, khối lượng, đối tượng dùng, chỉ định và chống chỉ định.
Ngoài ra, thuốc Bắc cũng có thể dùng để chườm, đắp, bôi, bó, xông hoặc để trong gối dùng khi đi ngủ.
Thuốc Bắc còn có thể dùng làm thực phẩm trị liệu như tiềm (hầm) với gà, gân, nấu canh với cá, xương, nạc, nẫu lẩu, làm kẹo ngậm...
Để tránh phản ứng giữa các kim loại với chất hoạt tính sinh học trong thuốc, phương pháp sắc thuốc truyền thống là sử dụng nồi bằng đất nung hoặc gốm sứ. Với hàm lượng chất hoạt tính sinh học trong thuốc rất nhỏ, cỡ vài mg/lít và khi sắc thuốc, nước sôi đến 100 độ C nên rất dễ phản ứng với các tạp chất có trong nước như các kim loại chuyển tiếp Crôm, Niken, Sắt… tạo thành các chất cơ kim làm giảm tác dụng và gây các tác dụng phụ cho người uống thuốc. Để loại trừ các phản ứng của thuốc với tạp chất của nước thì tốt nhất là dùng nước cất để sắc thuốc bắc.

## Tác dụng phụ
Nhiều người cho rằng thuốc Bắc sử dụng nguyên liệu thiên nhiên, nên không có tác dụng phụ. Điều này dẫn đến các cách sử dụng thuốc Bắc sai lầm như dùng quá liều quá lâu, phối hợp các vị thuốc không theo tỷ lệ hợp lý. Thực tế mỗi vị thuốc đều có thể tác động tới nhiều cơ quan. Trong quá trình điều trị bệnh phát sinh ở một cơ quan này, thuốc đồng thời gây ra tác dụng phụ không mong muốn ở cơ quan khác.

## Các vị thuốc Bắc

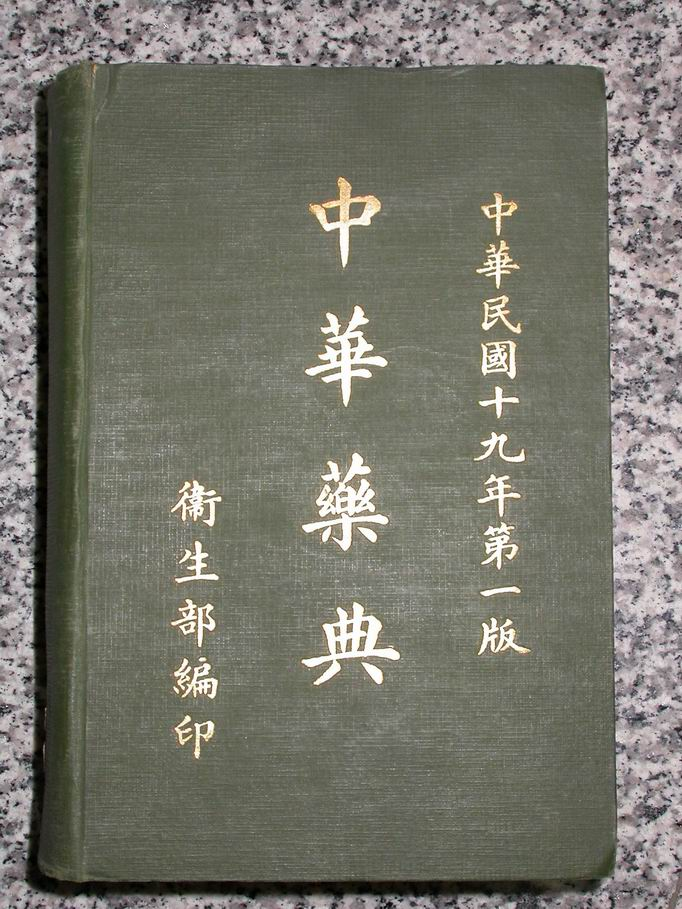
Trung Hoa dược điển - từ điển vị thuốc Bắc

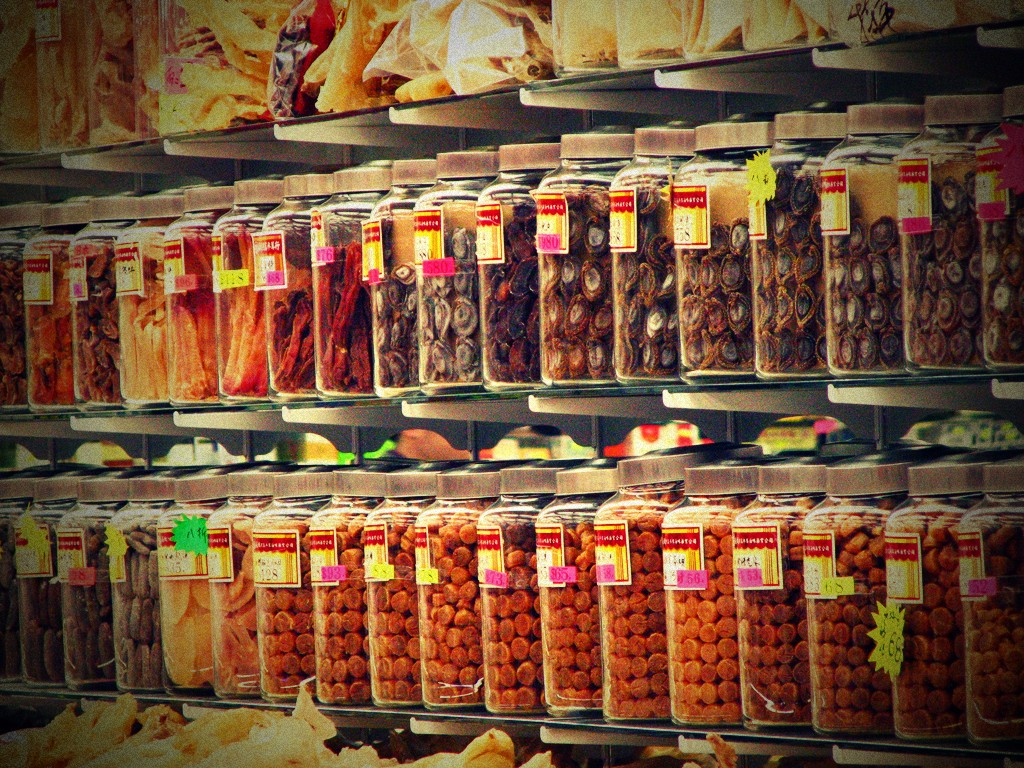
Các vị thuốc Bắc được cất riêng theo vị tại một cửa hàng thuốc Bắc ở Vancouver, Canada.

Thuốc Bắc có rất nhiều vị. Người ta hay nói có 108 vị thuốc Bắc, nhưng con số này không chính xác. Trung Hoa dược điển của Trung Quốc cho biết có tới vài trăm vị.
Dân gian Việt Nam có bài thơ về mối tính nam nữ trong đó có nhiều từ mang đồng âm khác nghĩa trong đó có nghĩa các loại thuốc Bắc.
Trước kính lạy trông ơn bối mẫu,
Sau tỏ lòng thục nữ hồng hoa.
Đôi ta từ bán hạ giao hòa,
Lòng những ước liên kiều hai họ.
Duyên xích thược anh đà gắn bó,
Nghĩa quế chi em khá ghi lòng.
Mặc dù ai trỗi tiếng phòng phong,
Đôi ta nguyện cùng nhau cát cánh.
Ngồi nhớ tới đào nhơn cám cảnh,
Nỡ để cho quân tử ưu phiền.
Muốn sao cho nhơn nghĩa huỳnh liên,
Thì mới đặng vui vầy viễn chí.
Ngồi buồn chốn mạch môn thăn thỉ,
Nhớ thuyền quyên tục đoạn gan vàng.
Ơn cha mẹ nghĩa tợ hoài san,
Công song nhạc tình đà đỗ trọng.
Ngày vái tới thiên môn lồng lộng,
Đêm nguyện cùng thục địa chiếu tri.
Dạ muốn cho trọn chữ đương quy,
Vậy nên phải cạn lời bạch truật.
Bấy lâu tưởng linh tiêu phục dực,
Nay mới tường độc hoạt loan phòng.
Trách dạ em nhiều nỗi xuyên khung,
Chạnh tủi phận lòng này cam toại.
Vì nhẫn nhục không trông trái phải,
Nỡ phụ người bạch chỉ chi nhân.
Tưởng cùng nhau tụ hội châu trần,
Hay đâu bậu ký sanh viễn địa.
Này kinh giới chẳng toàn nhơn nghĩa,
Chốn tiền hồ nguyệt kết liễu châm.
Tai vẳng nghe nổi tiếng huỳnh cầm,
Chạnh tủi phận đằm đằm trạch tả.
Nhớ trinh nữ lòng dao cắt dạ,
Quặn nhơn bào tựa muối xát lòng.
Ngùi châu sa lụy ngọc ròng ròng,
Đoạn thần khúc đề thơ trách bậu.
(Vô danh)
Nữ sĩ Hồ Xuân Hương cũng có bài thơ nổi tiếng với tựa đề "Khóc chồng làm thuốc" trong đó có các từ đồng âm khác nghĩa mà có nghĩa chỉ các loại thuốc Bắc.
Văng vẳng tai nghe tiếng khóc gì?
Thương chồng nên nỗi khóc tì ti!
Ngọt bùi thiếp nhớ mùi cam thảo,
Cay đắng chàng ơi vị quế chi.
Thạch nhũ, trần bì sao để lại,
Qui thân, liên nhục tẩm mang đi.
Dao cầu thiếp biết trao ai nhỉ.
Sinh ký chàng ôi tử tắc quy.